# Vesec u Liberce (nádraží)
Vesec u Liberce je železniční stanice v Liberci v městské části Vesec. Stanice je zařazena do integrovaného dopravního systému IDOL. Leží při ulici Rochlická v nadmořské výšce 374 m n. m. Od roku 2015 je na stanici zaveden rozhlasový systém INISS, který je dálkově řízený ze stanice Liberec.

## Historie
Stanice byla otevřena 25. listopadu 1888 a vlastnily ji tehdy Süd-Norddeutche Verbindungsbahn (česky Jihoseveroněmecká spojovací dráha) (SNDVB). Stanice se od otevření jmenovala Maffersdorf a.d. Neisse, jmenovala se tak do roku 1918. V letech 1918–1925 se stanice jmenovala Maffersdorf továrna. Poté se nazývala do roku 1938 (do začátku druhé světové války) Vratislavice nad Nisou továrna. V období druhé světové vláky (1938–1945) se jmenovala Maffersdorf Fabrik. Po druhé světové válce v letech 1945–1951 se znova jmenovala Vratislavice nad Nisou továrna. V letech 1951–1963 se jmenovala podle vesnice Vesec nad Nisou. Současný název Vesec u Liberce je od roku 1963. V roce 2015 prošla stanice rekonstrukcí, v rámci které získala dvě nové nástupiště a nová návěstidla. Do této rekonstrukce vlaky stanici neobsluhovaly. Ze stanice vycházela vlečka do vodárny. V roce 2021 byla zarostlá a možná i místy snesena.

## Popis
Stanice leží v Liberci v městské části Vesec mezi zastávkami Liberec-Rochlice a Vratislavice nad Nisou na železniční trati Liberec–Harrachov. Stanice má 2 jednostranné nekryté nástupiště a dvě dopravní koleje + 1 kolej kusá. Stanice je mezilehlá. Je osvětlená moderními nízkými perónovými lampami. Jako staniční zabezpečovací zařízení je ve stanici instalováno elektronické stavědlo, které je dálkově ovládané z Liberce. Pro příchod na nástupiště slouží přechod přes koleje. Na obou nástupištích jsou dvě lavičky.[zdroj?]

## Doprava
Staví zde všechny osobní vlaky na trase linky L1 Liberec – Tanvald – Harrachov – Szklarska Poręba Górna. Ve stanici je také časté křižování vlaků na trati a proto v těchto případech není stanice na znamení, v případě, že se nekřižují, je stanice na znamení. Do rekonstrukce roku 2015 vlaky stanici neobsluhovaly.[zdroj?]

## Cestující

### Odbavení cestujících
Stanice nezajišťuje odbavení (nelze zakoupit jízdenky), odbavení cestujících se provádí ve vlaku.

### Přístup
Přístup do budovy stanice (včetně přístřešku před povětrnostními vlivy) není bezbariérový. Bezbariérový přístup je na všechna nástupiště. Stanice je vybavena pro zrakově postižené (vodící linie).